# Aviolet
Aviolet — сербська регіональна авіакомпанія зі штаб-квартирою у Белграді. Це дочірня компанія Air Serbia, якій повністю належить, і в основному здійснює міжнародні чартерні рейси з Сербії.
Авіакомпанія була заснована 24 травня 2014 року як дочірня компанія Air Serbia

## Дистанції

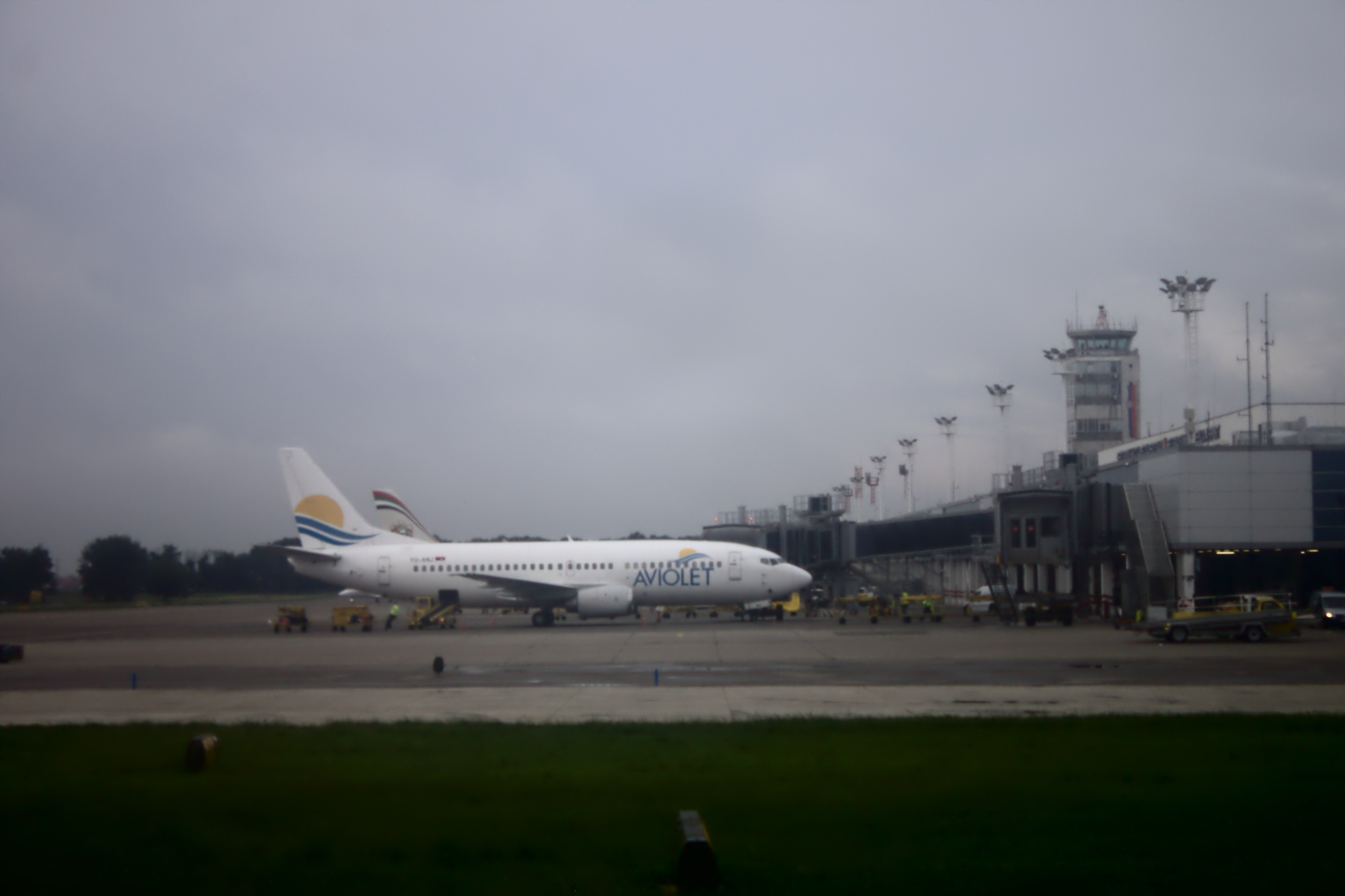
Літак AvioLet в аеропорту Белграда

Напрямки на травень 2019, (всі сезонні чартери):
Сербія
- Белград (аеропорт)

Боснія та Герцеговина
- Баня-Лука (аеропорт)

Єгипет
- Хургада (аеропорт)
- Шарм-ель-Шейх (аеропорт)

Греція
- Афіни (аеропорт)
- Ханья (аеропорт)
- Корфу (аеропорт)
- Іракліон (аеропорт)
- Карпатос (аеропорт)
- Кефалонія (аеропорт)
- Кос (аеропорт)
- Превеза (аеропорт)
- Родос (аеропорт)
- Самос (аеропорт)
- Санторіні (аеропорт)
- Скіатос (аеропорт)
- Закінф (аеропорт)

Італія
- Альгеро (аеропорт)
- Катанія (аеропорт)
- Ламеція-Терме (аеропорт)
- Палермо (аеропорт)

Іспанія
- Пальма-де-Мальорка (аеропорт)

Туніс
- Енфіда (аеропорт)

Туреччина
- Анталія (аеропорт)
- Даламан (аеропорт)
- Бодрум (аеропорт)

## Флот

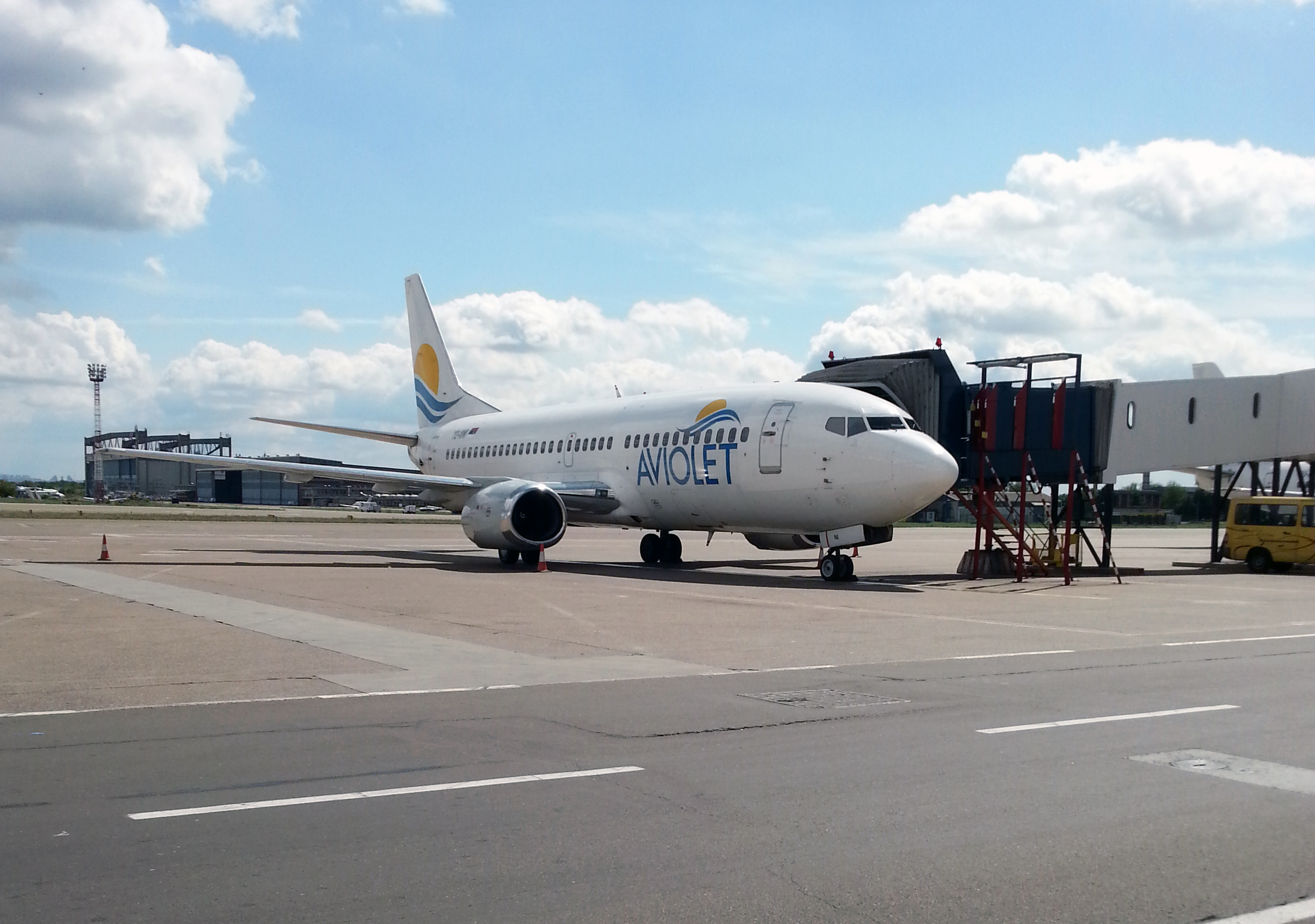
Aviolet Boeing 737-300

Флот на травень 2019: